# Cernotina mastelleri
Cernotina mastelleri is een schietmot uit de familie Polycentropodidae. De soort komt voor in het Neotropisch gebied.